# Détachement d'armée Hollidt
L'Armee-Abteilung Hollidt (en français : Détachement d'armée Hollidt) est un détachement d'armée allemand de la Wehrmacht lors de la Seconde Guerre mondiale, formé le 23 novembre 1942 pendant la bataille de Stalingrad et nommé d'après son chef, Karl-Adolf Hollidt. Le 6 mars 1943 la nouvelle 6. Armee est formée à partir de cette unité.
Formée sur le nord est de la boucle du Don, l'unité fait partie de la Heeresgruppe Don (regroupée dans la Heeresgruppe Süd en février 1943) pour résister à l'offensive d'hiver soviétique et colmater les brèches formées par l'opération Uranus puis l'opération Saturne. L'Armee-Abteilung Hollidt protège notamment le passage stratégique de Rostov, qui permet d'évacuer du Caucase le groupe d'armées A. Après la chute de la ville, en février 1943, il établit des positions défensives sur le Mious, qu'il tient jusqu'à sa transformation en 6. Armee.

## Organisation

### Commandant
| Date                           | Grade                  | Commandant         |
| ------------------------------ | ---------------------- | ------------------ |
| 23 novembre 1942 - 6 mars 1943 | General der Infanterie | Karl-Adolf Hollidt |

### Chef d'état-major
| Date                           | Grade        | Commandant    |
| ------------------------------ | ------------ | ------------- |
| 23 novembre 1942 - 6 mars 1943 | Generalmajor | Walther Wenck |

## Zones d'opérations
- Front d'Est, Secteur Sud : 23 novembre 1942 - 6 mars 1943

## Ordre de bataille
22 décembre 1942
- À la disposition de l'Armee-Abteilung Hollidt
  - 306. Infanterie-Division
- 2e Corps d'armées roumain
  - 22. Panzer-Division + 7e division de cavalerie roumaine
  - 1re division blindée roumaine
  - 14e division d'infanterie roumaine
- XVII. Armeekorps
  - 62. Infanterie-Division
  - 294. Infanterie-Division
  - 306. Infanterie-Division
- 1re Corps d'armées roumain
  - 7e division d'infanterie roumaine
  - 11e division d'infanterie roumaine
  - 9e division d'infanterie roumaine

1er janvier 1943
- À la disposition de l'Armeegruppe Hollidt
  - 306. Infanterie-Division
  - 403. Sicherungs-Division
  - 213. Sicherungs-Division
  - 11. Panzer-Division
- Gruppe Mieth
  - 336. Infanterie-Division + 7. Luftwaffen-Feld-Division
  - Gruppe Burgstaller
  - Gruppe Heitmann
  - Gruppe Stab 384. Infanterie-Division
  - Gruppe Stakell
- XVII. Armeekorps
  - Gruppe Spang
  - 22. Panzer-Division
  - 294. Infanterie-Division + 8. Luftwaffen-Feld-Division
  - 1re division blindée roumaine
  - 7e division de cavalerie roumaine
  - 14e division d'infanterie roumaine
- XXXXVIII. Panzerkorps
  - 6e Panzerdivision
  - 306. Infanterie-Division
  - Gruppe Pfeiffer (Stab 94)
- XXIX. Armeekorps
  - Brigade “Schuldt”
  - 62. Infanterie-Division
  - 298. Infanterie-Division
  - 2a Divisione di Fanteria “Sforzesca” (Italie)
  - 3a Divisione Celere “Principe Amedeo Duca d’Aosta” (Italie)
  - 9a Divisione Autotrasportabile “Pasubio” (Italie)
  - 52a Divisione Autotrasportabile “Torino” (Italie)
  - 7e division d'infanterie roumaine
  - 9e division d'infanterie roumaine
  - 11e division d'infanterie roumaine

## Récompenses
Pendant les 6 mois d'existence, l'Armee-Abteilung Hollidt a vu récompenser son personnel de:
- Croix allemande:
  - en Argent : 1
- Croix de chevalier de la Croix de fer
  - Croix de chevalier : 1